# 外省人返鄉探親促進會

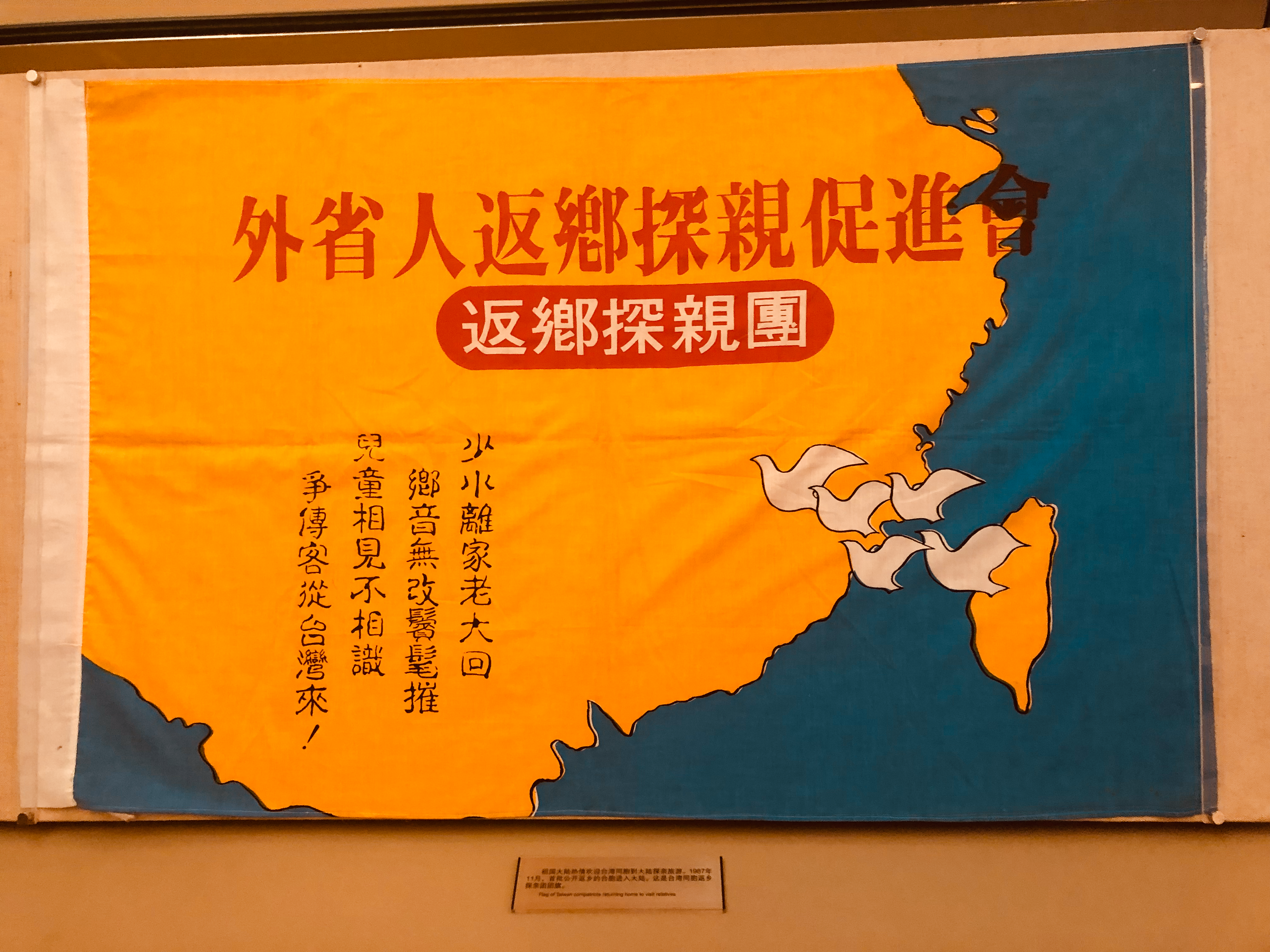
中国国家博物馆馆藏外省人返鄉探親促進會旗帜

外省人返鄉探親促進會於1987年4月15日成立於台灣台北市，目標是推動隨中華民國政府遷台灣的外省人可以自由返回中國大陸探親。因蔣經國政府於1987年10月15日通過開放兩岸探親，該會於次年1988年4月3日因達成目標而解散。會長為中華民國國軍外省老兵何文德。

## 時空背景
外省人返鄉探親促進會成立的背景，是由於國共內戰，在1949年前後，中國國民黨和大批來自中國大陸各地的移民遷徙到台灣，1949年5月台灣省戒嚴令發布，進入長達38年的戒嚴，嚴格限制這些人出境的自由。這些由隨著中華民國政府遷移台灣的上百萬名外省人，因為國共內戰未正式停止的原因而無法與在中國大陸的親人互相聯絡。到了1980年代，這些外省人中的的底層，主要是老兵，仍因為兩岸政治的對峙無法回中國大陸與親屬重逢。台灣底層外省人何文德等人，成立「外省人返鄉探親促進會」，以發放傳單、結合政治勢力，及辦晚會等方式推動此一運動，於半年內達到自由返鄉探親的目標。

## 成立前的努力
何文德自1980年代初期即有打破台灣海峽兩岸禁絕往來的想法，並尋找政治勢力如立法委員費希平、謝學賢等人，但由於當時蔣經國政府對中共的三不政策（不接觸、不談判、不妥協）而無法成功。
何文德於1987年2月透過管道認識民主進步黨立法委員許國泰與楊祖珺等民進黨「前進系」成員，開始推動成立組織。何文德到前進雜誌社拜訪楊祖珺、范巽綠、張富忠等人時，講述自己想要回家的心情，希望能透過社會運動促使老兵回鄉探親。范巽綠聯繫友人姜思章，於是姜思章與何文德成為老兵返鄉探親運動主要成員。

## 自由返鄉運動
此時適逢立法委員許國泰及民主進步黨前進系成員推動「自由返鄉運動」，與何文德推動的返鄉運動方向一致，兩者因而結合推動。自由返鄉運動共有四種對象，第一類是1949年前後隨國民黨政府來台之外省籍人士，第二類是1945年至1949年被徵兵或因謀生而赴大陸之台灣人，第三類是40年來赴海外留學或謀生、但因政治原因而遭國民黨政府禁止入境之台灣人（即黑名單人士），第四類是台灣山地原住民因「山禁」政策必須申請入山許可證才能返鄉或入山。
「自由返鄉運動」計畫以下列方法推行此一運動，受理外省籍同胞欲自由返鄉者之登記統計工作；協助外省籍同胞寄信回家（許國泰信箱 V.S 唐光華信箱）； 協助當事人組成團體；接洽國際紅十字會、聯合國人權組織與國際特赦組織等世界性人權團體；公布海外不得入境同鄉名單，向政府提出抗議；針對外省籍同胞、海外同鄉、原住民印發傳單；舉辦系列說明會。
此活動除發起人許國泰之外，聯名加入團體還有民進黨、《前方》、《前進周刊》、《遠望雜誌》、《新觀點》、《薪火》、《自由時代周刊》、《民進周刊》、《九十年代》、《台灣與世界》等當時的雜誌社，海外團體有世界台灣同鄉會聯合會、民進黨海外組織、北美洲台灣人教授協會、北美洲台灣人醫師協會、台灣人公共事務協會、陳文成教授紀念基金會、北美台灣人權協會、北美台灣職業婦女協會、台灣學生社、全美台灣同學會、婦女台灣民主運動。

## 促進會的成立與活動
促進會正式成立前，1987年3月28日，何文德等人在台北市大安區幸安國小舉辦「自由返鄉運動第一部—想家40年、下一步就是回家」晚會。活動由前進雜誌社主辦，蘇貞昌受邀主持活動。上台發言的有：康水木、胡德夫、丹耐夫·景諾、何文德（化名為何質斌）、費希平、曾祥鐸、許國泰、許榮淑、楊祖珺等人。當晚有近兩千名的觀眾參與。
「外省人返鄉探親促進會」於4月15日正式成立，目標是「以達到自由返回大陸探親為唯一目標」，要求中華民國政府開放台灣外省人底層的老兵能回大陸探親。4月下旬，30萬份返鄉傳單〈我們已沉默了40年〉對外散發。
5月10日，以「想家」為訴求，促進會成員在臺北國父紀念館舉行示威活動。
5月29日，在民進黨立委翁金珠服務處的協助下，到行政院國軍退除役官兵輔導委員會彰化榮譽國民之家發送傳單，被四、五位榮民之家的人痛毆。
6月28日晚上7點，促進會於台北市金華國中大禮堂辦理「想回家怎麼辦？」晚會，由老兵組成的合唱團演唱《母親您在何方？》，臺上臺下哭成一片。
7月15日，總統蔣經國宣布台灣解嚴。
9月20日，促進會發出文宣〈回家的時候到了〉。
10月14日，蔣經國主持的國民黨中常會通過有關開放大陸探親的決議案。10月15日，中華民國行政院宣佈，一般民眾自12月起可赴大陸探親。10月16日，中華人民共和國國務院公布《關於台灣同胞來大陸探親旅遊接待辦法的通知》。11月2日，中華民國紅十字會開始受理探親登記。12月1日，《台灣地區民眾赴大陸探親辦法》正式實施。
1988年1月14日，促進會成員組成「台灣返鄉探親團」，在會長何文德帶領下，率領促進會老兵會員一同返鄉及祭拜黃帝陵。1月19日，王拓率領何文德、楊祖珺等25人組成的探親團，手持「外省人返鄉探親促進會返鄉探親團」小旗子抵達北京首都國際機場。
1988年4月3日，外省人返鄉探親促進會宣布完成階段性任務，解散。

## 促進會的組織與分工
外省人返鄉探親促進會的發起人有：何文德、陳春全、陳春妃、馮幼白、帥經緯、江詩長（姜思章）、康文甡、朱文貴、林正杰、楊祖珺、張富忠、范巽綠、尚潔梅、于良騏、程福星、魏慈英、夏子勛、柯富雄等數十人。名譽會長是胡秋原，會長是何文德。
促進會的顧問有：王志文、王曉波、宋英、呂亞力、李鴻禧、林毓生、周合源、胡佛、胡台麗、陶百川、郭吉仁、陳映真、陳若曦、莫宗堅、尉天聰、費希平、張忠棟、張曉春、傅正、楊國樞、董良駿、繆寄虎、鄭欽仁、劉明、劉福增、蕭新煌等人。
促進會的地址是以「前進雜誌社」為根據地，地址為台北市和平東路三段240號3樓，以該社員工為主要幕僚。
促進會設立「許國泰信箱」，負責轉信到中國大陸的服務。各式文宣傳單由前進雜誌社員工群聚討論，由姜思章撰寫文宣，范巽綠潤飾，張富忠及張彩蘋設計製作印刷。散發文宣的工作由何文德、夏子勛及其他成員負責，演講活動由楊祖珺負責。

## 外部連結
- 想家(返鄉運動)（页面存档备份，存于）
- 王佩芬，「一條漫長回家的路——老兵返鄉探親運動」，臺灣外省人生命記憶與敘事資料庫（页面存档备份，存于）